# Institut japonais du cycle du combustible
L'Institut japonais du cycle du combustible (核燃料サイクル開発機構), connu sous son acronyme anglais JNC (Japan Nuclear Cycle Development Institute), a été fondé en octobre 1998 pour développer des techniques avancées en énergie nucléaire afin de compléter le cycle du combustible nucléaire, particulièrement la surgénération, le traitement du combustible nucléaire usé, la fabrication de combustible à base de plutonium et de déchets hautement radioactifs. Il a succédé à la Société de développement des réacteurs et du combustible nucléaire (PNC). 
L'institut a fusionné avec l'institut de recherche japonais sur l'énergie atomique (JAERI) en octobre 2005, devenant ainsi l'agence japonaise de l'énergie atomique (JAEA).